# Motorola 68881

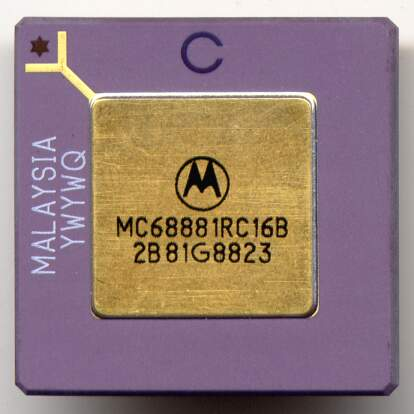
Matematický koprocesor 68881

Motorola 68881 byl matematický koprocesor (FPU), který byl použitý v některých počítačových systémech postavených na procesoru Motorola 68020 nebo 68030.
Přidáním čipu 68881 se sice značně zvedla cena počítače, ale také se výrazně zvýšila rychlost vykonávání matematických výpočtů. To bylo většinou užitečné pro vědecký a matematický software.
68881 měl osm 80bitových datových registrů.
Motorola 68882 byla vylepšenou verzí 68881, s lepším proudovým zpracováním, a později dosažitelný na vyšších taktovacích frekvencích počítače. Jeho instrukční soubor byl přesně identický se starší 68881.

## Statistika

### 68881
- 155 000 tranzistorů na čipu
- 16 MHz verze nabízí výkon 160 kFlops
- 20 MHz verze nabízí výkon 192 kFlops
- 25 MHz verze nabízí výkon 240 kFlops

### 68882
- 176 000 tranzistorů na čipu
- 25 MHz verze nabízí výkon 264 kFlops
- 33 MHz verze nabízí výkon 352 kFlops
- 40 MHz verze nabízí výkon 422 kFlops
- 50 MHz verze nabízí výkon 528 kFlops